# Naoki Yamada
Naoki Yamada (n. 4 iulie 1990) este un fotbalist japonez.

## Statistici
| Japonia | Japonia | Japonia |
| An      | Meciuri | Goluri  |
| ------- | ------- | ------- |
| 2009    | 1       | 0       |
| 2010    | 1       | 0       |
| Total   | 2       | 0       |